# Polystation
PolyStation es una marca común para  consolas de videojuegos falsificadas de Nintendo entertainment system unas Famiclones  que imita la apariencia a una  Sony PlayStation, particularmente a al modelo más pequeño PSone. La ranura para cartuchos se encuentra debajo de la tapa que, cubre la unidad de disco en una PlayStation original.
El empaque de la PolyStation suele mentir sobre las capacidades del hardware de la consola. El empaque afirma que la consola emite sonido estéreo, cuando en realidad la NES solo es mono siendo que suelen tener un solo conector de audio. El empaque también incluye capturas de pantalla de juegos  más avanzado que la NES, generalmente Mega Drive, SNES o PlayStation, el empaque también miente sobre si la PolyStation es de 16 o 64 bits, que ofrece gráficos en 3d y en alta resolución, además de incluir cartuchos donde admite tener miles de millones de juegos en realidad a duras penas alcanza los 5 juegos de lanzamiento de la nes

## Historia
Según algunas fuentes e indignation de las comunidades de bootleg de famiclon, Polystation se lanzó en 1997 en China, Se desconoce qué compañía produce estos Famiclones, Durante las décadas siguientes se hizo popular en muchos lugares del mundo como América Latina, África, Asia y Europa, donde debido a su bajo precio, todavía estaba en la cima en la década de 2000.  
Cada país tiene un origen diferente para el lanzamiento de PolyStation y una historia controvertida. Por ejemplo, en Brasil, fue distribuido a partir del año 2000 por el empresario occidental Ali Ahmad Zaioum, de origen paraguayo - libanés . posee alrededor de 400 patentes fraudulentas y marcas registradas suplantadas por él.  fue acusado por la justicia paraguaya por falsificar documentos e información para obtener el registro en el Ministerio de Industria y Comercio del Paraguay .  En 2015, las PolyStations son todavía populares en algunas partes de Costa Rica . 

## Variaciones de PolyStation
Las PolyStation se venden con muchos nombres para eludir sanciones de derechos de autor por litigios previos, incluidos PS-Kid, Game Player, Play and Power, FunStation, Extra TV Game y PSMan;  también hay varias variaciones del nombre PolyStation, como PolyStation II, PolyStation III y Super PolyStation.   y recientemente GS4, GS5
Algunas de estas consolas tienen forma de la  PlayStation original, las más recientes a la PSone y otras a la PlayStation 2, PlayStation 3 (como FunStation 3)  y PlayStation 4 (GS4) . Modelos más recientes, como la Game Station 5, se parecen a la PlayStation 5(GS5)  Algunas variaciones incluyen juegos integrados oficiales y bootleg  y, en muchos casos, estos juegos son  modificantes  de juegos oficiales para saltar aun mas las denuncias. 

## PolyStation LCD

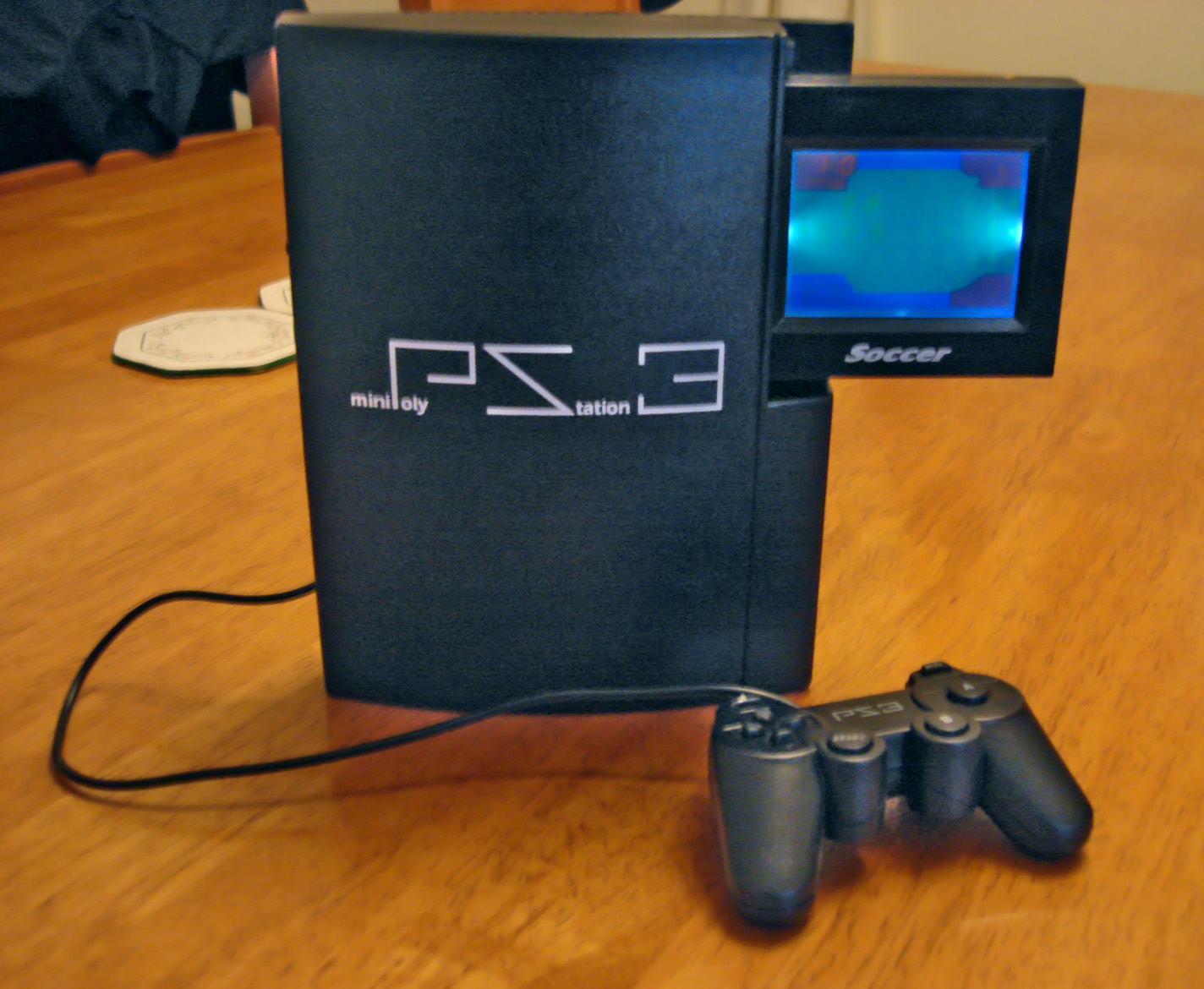
Mini PolyStation 3 con un controlador acoplable y una pequeña pantalla LCD

existe  versiones de la consola como la Mini PolyStation 2 y 3 ,   que son versiones mas pequeñas PolyStation 2 y 3 y vienen con un control integrado. Tienen una pequeña pantalla LCD y son juegos portátiles que imitan  a juegos LCD, del estilo game and watch o incluyen un brick game o  POP Station